# Cornelius Cash
Cornelius Cash jr. (Macon, 3 marzo 1952) è un ex cestista statunitense.

## Carriera
Dopo tre stagioni alla Bowling Green State University venne selezionato al Draft NBA 1975 dai Milwaukee Bucks, con cui non riuscì mai a esordire. Nel 1976 fu ingaggiato dai Detroit Pistons: giocò 6 partite in NBA, mettendo a segno 21 punti. Proseguì la carriera professionista in Belgio, Jugoslavia e Brasile.